# Sukhoi Su-35
O Sukhoi Su-35 (Russo: Сухой Су-35; designação da OTAN: Flanker-E) é uma designação que refere-se a dois tipos de caças altamente atualizados derivados do Sukhoi Su-27 "Flanker". Tratam-se de caças monoplanos, bimotores, de supermanobrabilidade, desenvolvidos pela Sukhoi e produzidos na Associação de Produção de Aeronaves Komsomolsk-on-Amur (KnAAPO).
A primeira variante foi desenvolvida ao longo dos anos 80, quando a Sukhoi buscou melhorar a alta performance do Su-27, sendo inicialmente conhecida como Su-27M. Posteriormente redesignada como Su-35, essa derivação teve incorporação de refinamentos aerodinâmicos com aumento de manobrabilidade, melhores aviônicas, maior alcance e motores mais potentes. O primeiro protótipo do Su-35, convertido do Su-27, teve o seu primeiro vôo realizado em junho de 1988. Posteriormente uma dúzia desses foi construída, sendo alguns usados pela equipa de demonstração de acrobacias aéreas Russian Knights. O primeiro projeto do Su-35 foi posteriormente modificado para o Sukhoi Su-37, caça experimental tecnológico, que tinha motores com propulsão vectorial. Um único exemplar Su-35UB de dois tripulantes foi construído no final dos anos 90, com grande semelhança com a família Su-30MK.
Em 2003, a Sukhoi apresentou a segunda modernização do Su-27 para ser produzida, como a companhia designou, de caça geração 4++; seria a ponte entre os legados dos caças de quarta geração e a próxima quinta com o Sukhoi PAK FA. Essa derivação, com excepção dos canards e air brake, incorpora estrutura reforçada, melhores aviônicas e radar, motores com propulsão vectorial, e radar cross section. Em 2008 uma versão renovada, que foi nomeada erradamente pela imprensa como Su-35BM, começou o seu voo de testes com quatro protótipos, sendo um perdido em 2009.
A Força Aérea Russa encomendou 48 unidades de produção, designada Su-35S, versão renovada do Su-35. Ambos os modelos Su-35 foram comercializados para vários países, incluindo, China, Índia, Indonésia e Coreia do Sul; com a China encomendando unidades da aeronave no final de 2015. A Sukhoi originalmente projetou que cerca de 160 unidades poderiam ser exportadas com a segunda versão modernizada do Su-35.

## Design e Desenvolvimento

### Atualização do Su-27

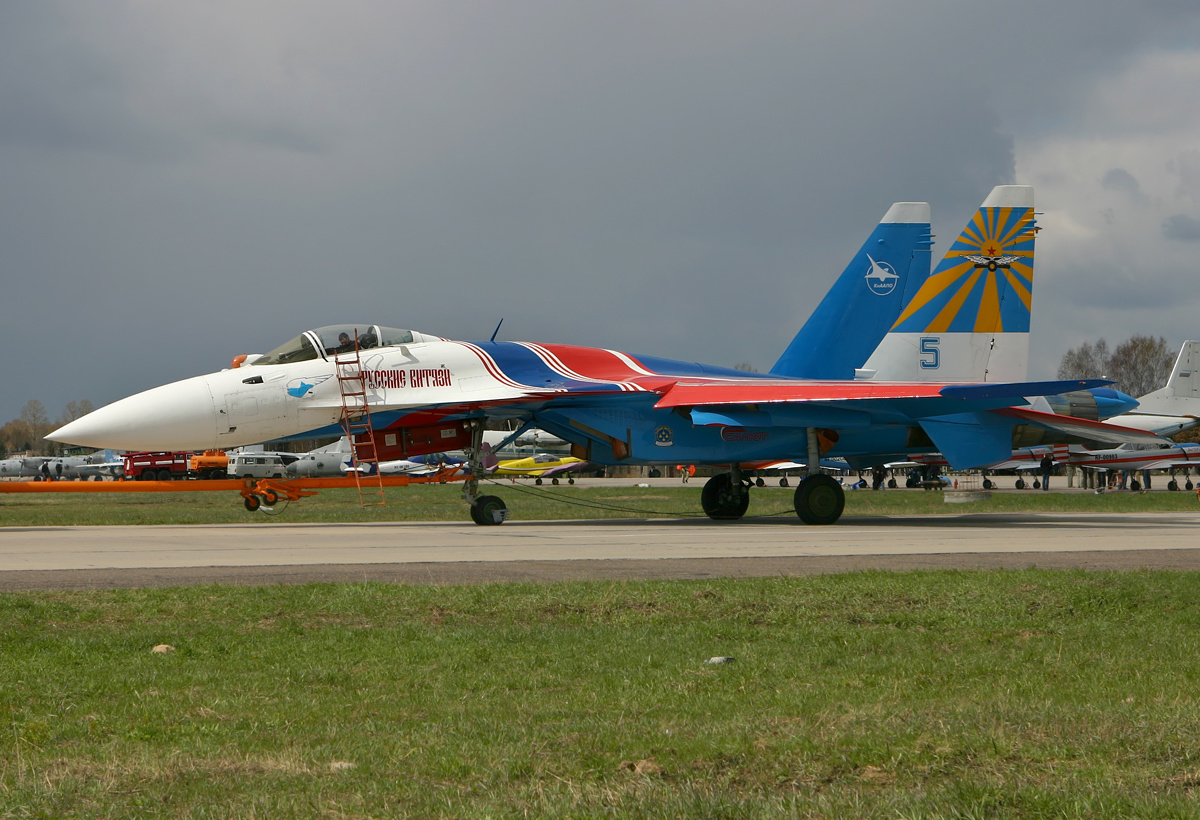
Um Su-35 em 2007

No início dos anos 1980, enquanto o Su-27 entrava em serviço na Força Aérea Soviética, a Sukhoi buscava o desenvolvimento da variante futura. Originalmente designado como "Su-27M" e conhecido internamente por "T10-M", que teria muito mais manobrabilidade e melhores sistemas de aviônicas comparado ao melhor caça de combate contemporâneo. Também com capacidade de carregar mais armamentos, melhorando suas capacidades de combate ar-terra.
A variante melhorada teve o seu desenvolvimento iniciado no início dos ano de 1980, apresentando uma série de alterações na aerodinâmica, aviônicas, motores, métodos de construção, bem como o aumento da capacidade de carga útil. Materiais compostos e liga Alumínio-Lítio (Al-Li) de alta resistência foram usados para reduzir o peso e aumentar o volume de combustível interno. Uma das características distintas iniciais deste projeto foi o designe das carnards, o que melhorou o fluxo de ar sobre as asas, eliminando buffeting e possibilitando a aeronave voar em um ângulo de ataque de 120º. Essas canards são controladas por um sistema digital novo fly-by-wire de controle de voo. A aeronave possui motores turbofan duplos Luylka AL-31FM(AL-35F), maiores, mais confiáveis e com empuxo de 130 kN (28 200
 lbf), muito mais fortes que os encontrados no Su-27.
Possuía novo sistema de controle de disparo, além do sistema de um N011 radar Doppler, o qual consegue rastrear até 15 aeronaves em voo e guiar seis mísseis simultaneamente. Na cauda, no ferrão, possuí um radar Phazotron N-012 para varreduras. A aeronave pode carregar uma variedade de bombas (incluindo napalm, não guiadas e bombas de fragmentação, além de mísseis ar-ar e ar-terra; além de dois pilones aeronáuticos adicionais. O cockpit foi modernizado, equipado com display multifuncional (MFD) de LCD colorido. além de assento ejetor K-36DM inclinado em 30º para melhorar a tolerância a força g do piloto.  O alcance foi aumentado para 4,000 km (2,222 nmi), além da adoção de sonda para reabastecimento aéreo, possibilitando aumento de possibilidade de alcance. A aeronave era caracterizada por suas rodas duplas frontais, resultado do aumento de peso total, e aletas mais finas reforçadas com polímero de fibra de carbono em formatação quadrada.

### Testes e demonstrações
O protótipo Su-27M (T-10S-70) fez seu primeiro voo em 28 de junho de 1988 pilotado pelo piloto chefe da Sukhoi Oleg Tsoi. O primeiro protótipo diferiu ligeiramente dos exemplares anteriores nos seguintes quesitos: manteve os estabilizadores verticais padrões sem a parte superior cortada, inexistência de um sistema de controle de disparo, esquema de pintura em três tons de cores/camuflagem azul, além de outras pequenas diferenças. Possuindo a designação T10M-1 para T10M-10, os primeiros dez protótipos foram construídos na Associação de Produção de Aeronaves Komsomolsk-on-Amur (KnAAPO) em conjunto com a Sukhoi (a estrutura militar-industrial soviética era separada no que tange o design e construção de aeronaves). Eles diferiam ligeiramente dos quatro Su-27 convertidos e dos outros construídos. O segundo protótipo teve seu voo inicial em janeiro de 1989, enquanto o terceiro teve em meados de 1992. Tais possuíam canards e novo sistema de controle de voo.

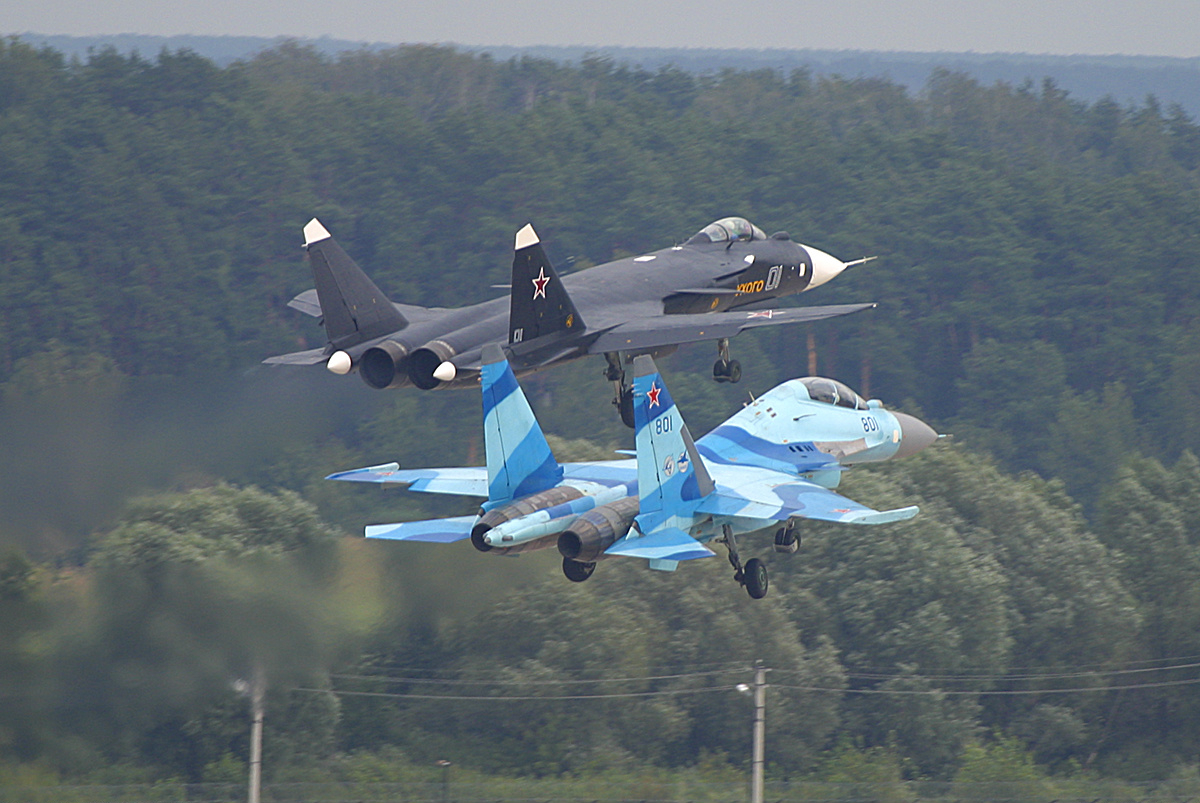
Único Su-35UB (Bort 801) para treinamento de dois lugares, em voo conjunto com outro demonstrador da Sukhoi, o Sukhoi Su-47.

Em 1990 o primeiro protótipo foi exibido para os oficiais do Ministério de Defesa na Base Aérea de Kubinka. O primeiro voo de demonstração aéreo ocorreu em 13 de Fevereiro de 1992, na frente dos líderes do CIS em Machulishi, Minsk, antes de fazer sua aparição em público no mesmo ano no Show Aéreo Internacional de Farnborough. O terceiro protótipo, T10M-3, apareceu no Show Aéreo de Dubai em 1993, tempo no qual a Sukhoi tinha redesignado o caça com a alcunha "Su-35". O T10M-3 demonstrou manobras de dogfight, incluindo o Pugachev's Cobra, para potenciais compradores de exportação. Viktor Pugachyov pilotou o protótipo em uma luta simulada com um Su-30MK. O Su-35 realizou inúmeros shows aéreos nos anos seguintes, incluindo aparições no MAKS (show aéreo) em 1993 e 1995, além do Show Aéreo ILA de Berlim em 1994. Em adição as conversões sobre o Su-27, três unidades de produção foram completadas em 1996 e entregues a Força Aérea Russa para testes.
Ao longo do programa de testes do Su-35, controles ativos durante manobras como o Pugachev's Cobra e Tailslide não podiam ser usados. O décimo primeiro Su-27M (T10M-11) foi construído pela KnAAPO e entregue em 1995 para instalação de sistemas exclusivos de empuxo vetorial. A resultante foi o demonstrador de tecnologia Su-37, que realizou seu primeiro voo em Abril de 1996. Um segundo Su-35 foi modificado em um Su-37 no final dos ano de 1990. Em 2001 os motores AL-31F tiveram adição de picos de fluxo, controles fly-by-wire atualizados, além de melhores sistemas no cockpit que eram aplicados no Su-37 para testes.
No total foram produzidos 15 Su-35S (Su-27M) com possibilidade de voo, incluindo um protótipo de dois lugares denominado Su-35UB, juntamente com dois exemplares de testes estáticos. O Su-35UB era modificado com dois motores AL-31FPs com empuxo vetorial, fazendo seu primeiro voo em 7 de agosto de 2000. Ele foi demonstrado para a Coreia do Sul durante o concurso F-X para atualização de caças, sendo testado suas aviônicas. O Su-35 original nunca entrou em produção em série devido a falta de recursos, com a Força Aérea Russa continuando a usar seus Su-27 como base. As tecnologias de controle automático de canards do Su-35 e o empuxo vetorial do Su-37 foram aplicadas no Sukhoi Su-30MKI. Um dos exemplares de Su-35, o T10M-10, serviu como base de testes para o motor Saturn 117 (AL-41F1), o qual será usado no caça quinta geração Sukhoi PAK FA.

## Variantes

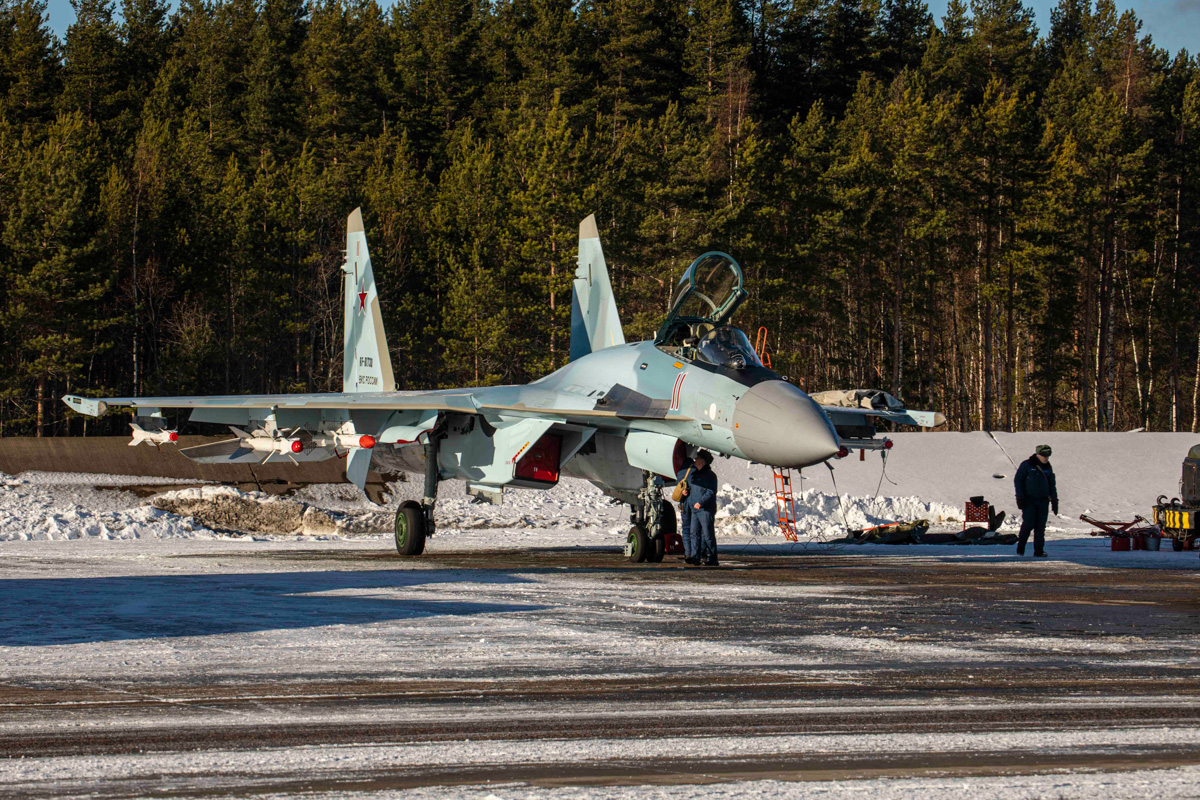
Su-35

Su-27M/Su-35 
Caça monoposto.
Su-35UB 
Versão de treinamento de dois lugares. Possui estabilizadores verticais mais altos e fuselagem frontal mais alongada similar ao Sukhoi Su-30.
Su-35BM 
Caça monoposto com aviônica atualizada e várias modificações na estrutura. Su-35BM é um nome informal.
Su-37 
Caça experimental com empuxo vetorial.
Su-35S 
Designação da versão de produção do Su-35BM da Força Aérea Russa.

## Operadores
Rússia

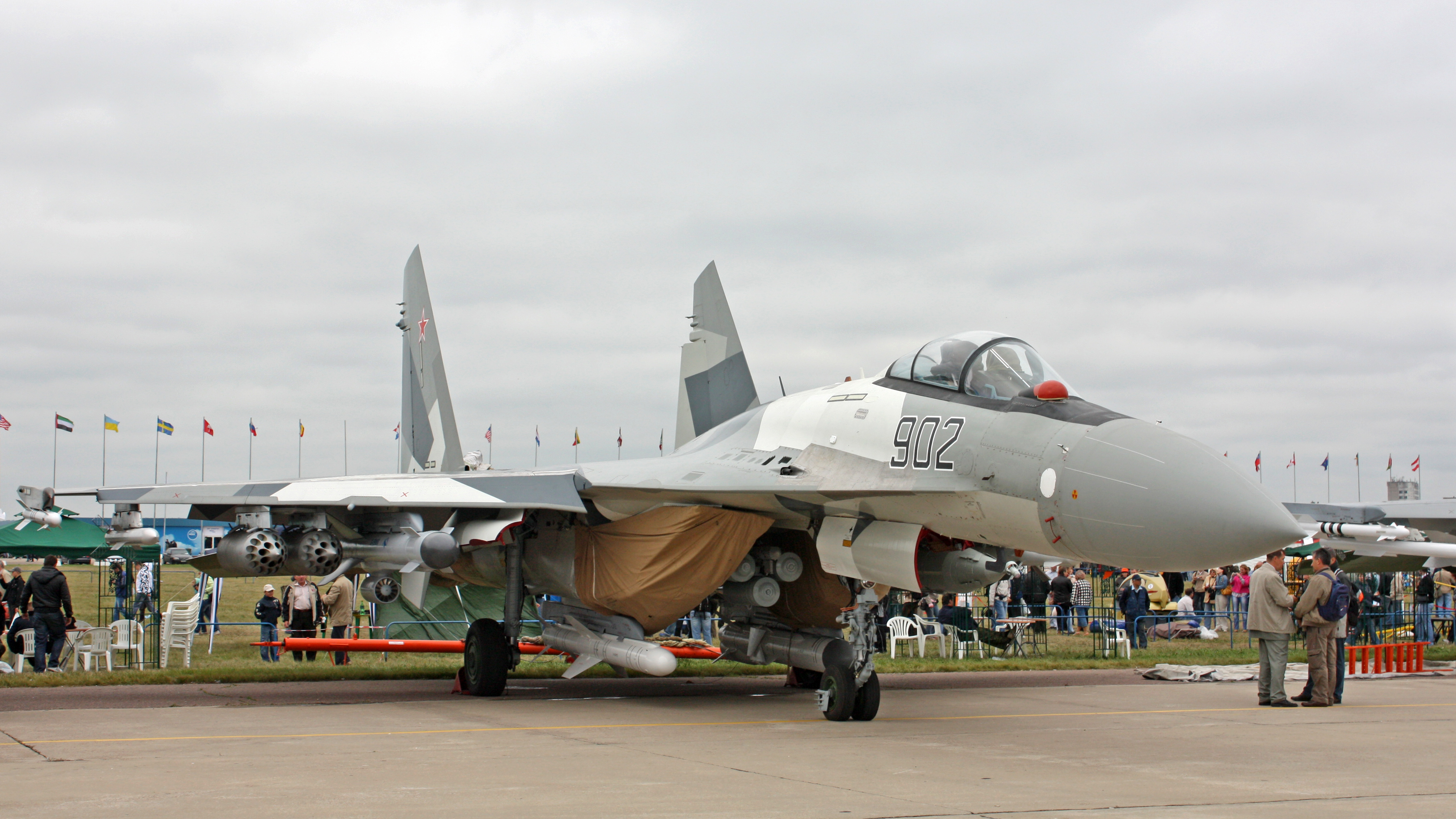
Su-35BM no MAKS-2009.

- Força Aérea Russa possui 110 Su-35S  no inventário em Dezembro de 2022, com novas entregas no ano seguinte.[39][40][41][2]

 China
- Força Aérea do Exército de Libertação Popular encomendou 24 Su-35S em 2015.[42]

## Especificações (Su-35BM)

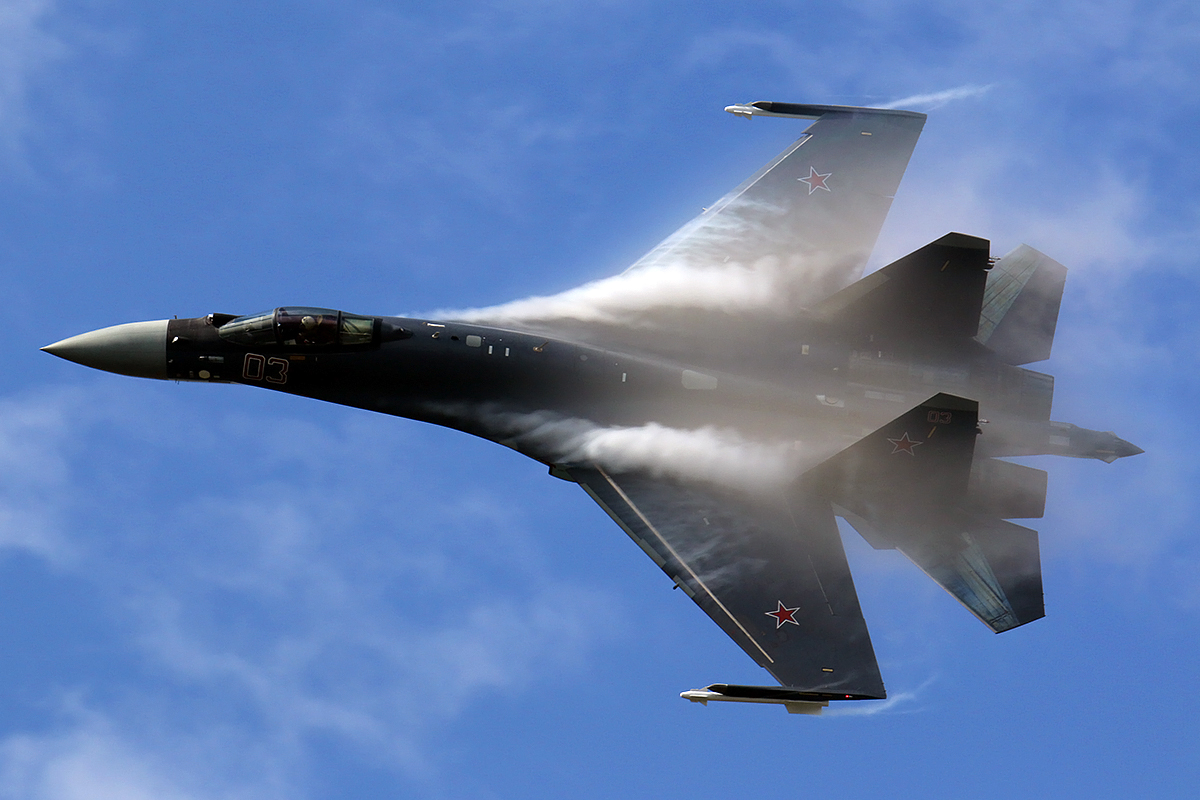
Um Su-35 russo, em 2015.

### Dimensões
- Comprimento: 21,9 m
- Envergadura: 15,3 m
- Área alar: 62 m²
- Altura: 5,90 m
- Enflechamento: 42°

### Pesos
- Vazio operacional: 18.400 kg
- Carregado: 25.300 kg
- Máximo de Decolagem: 35.500 kg

### Desempenho
- Velocidade Máxima: 2,25 Mach / 2.800 km/h
- Taxa de subida: 325 m/s
- Distância de Decolagem: 700 m
- Distância de Pouso: 700 m
- Teto Operacional: 20.000 m
- Raio de Ação: 1.580 km
- Alcance máximo
  - Sem tanques externos: 3.600 km
  - Com tanques externos: 4.600 km

### Motores
- Quantidade e Tipo: 2 turbofans
- Marca: Lyulka
- Modelo: Saturn 117S/AL-41F1A
- Empuxo Unitário
  - Sem afterburner: 86,3 kN
  - Com afterburner: 142 KN  CS-MATRIX

### Armamento

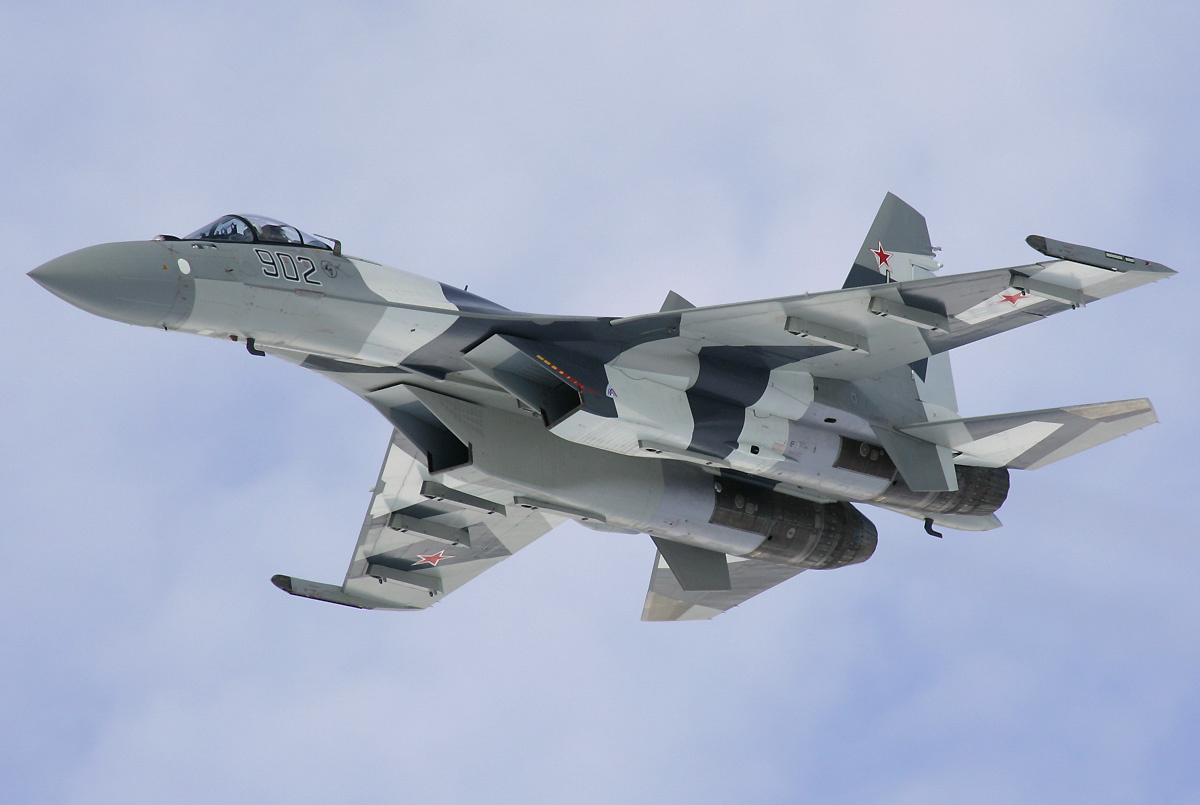
Um Su-35S russo.

- Canhão de 30mm GSh-30-1 com 150 disparos.
- 8.000 kg distribuídos em 12 "pontos duros" capazes de operar uma grande variedade de mísseis ar-ar, mísseis ar-superfície, foguetes e bombas.
- AA-10 Alamo: R-27R, R-27ER, R-27T, R-27ET, R-27EP
- AA-12 Adder: R-77, e os propostos R-77M1, R-77T
- AA-11 Archer: R-73E, R-73M, R-74M
- AS-17 Krypton: Kh-31A, Kh-31P Míssil antirradiação
- Kh-35/AS-20: Kh-59
- Kh-29/AS-14 Kedge: Kh-29T, Kh-29L
- KAB-500 (bomba com mira à laser)
- KAB-1500 (bomba com mira à laser)
- LGB-250 (bomba com mira à laser)
- FAB-250 (bomba não guiada de 250 kg)
- FAB-500 (bomba não guiada de 500 kg)
- S-25LD (foguete guiado à laser) e S-250 (foguete não guiado)
- B-8 (foguete não guiado)
- B-13 (foguete não guiado)

## Ligação externa
- Su-35 no site da Sukhoi (em inglês)
- Su-35 no site da KnAAPO (em russo)
  - Su-35_MULTIFUNCTIONAL_SUPER-MANEUVERABLE_FIGHTER PDF - on KnAAPO official pdf (em inglês)